# Lina Licona
Lina Licona, född 1 oktober 1998, är en friidrottare från Colombia. Hon deltog vid olympiska sommarspelen 2024.